# Henri-Robert
Henri Robert, plus couramment appelé Henri-Robert, né le 4 septembre 1863 à Paris où il est mort le 12 mai 1936, est un avocat et historien français, bâtonnier de l'ordre des avocats de Paris et membre de l'Académie française.

## Biographie
Enfant naturel, né de père et mère inconnus, Henri-Robert passe pour être le fils du duc de Morny. Il reçoit les prénoms de baptême Robert Henri, mais il adopte plus tard le nom composé Henri-Robert, le plus souvent écrit avec un trait d’union.
Licencié en droit en 1885, il devient avocat cette même année et secrétaire de la Conférence des avocats en 1887. Obtenant son doctorat en droit en 1895, il gagne rapidement une grande notoriété par ses plaidoiries dans de célèbres affaires criminelles. 
Bâtonnier du barreau de Paris de 1913 à 1919, considéré comme l'un des meilleurs avocats d'assises de sa génération par ses talents d'orateur, sa réputation lui vaut le surnom de « Maître des maîtres de tous les barreaux ».
Il s'occupe également de travaux historiques et publie plusieurs ouvrages, ce qui lui vaut d'être élu à Académie française le 15 novembre 1923 au fauteuil 16, succédant à Alexandre Ribot. Il y est reçu le 12 juin 1924 par Louis Barthou. 
Henri-Robert y reçoit lui-même Abel Hermant en 1928.
Il est conférencier de l'université des Annales et président du Conseil judiciaire de la Société des gens de lettres.
Il est inhumé à Paris dans le cimetière des Batignolles (13e division).

## Clients
(liste non exhaustive)
- Gabrielle Bompart, accusée avec son amant Michel Eyraud, de l'assassinat de l'huissier Gouffé dans l'affaire de la malle sanglante de Millery ;
- Louis-Alfred Véron dit « Norton », auteur d'un faux destiné à nuire à Georges Clemenceau[2] ;
- Thérèse Humbert, impliquée pour escroquerie dans l'affaire de l’héritage Crawford ;
- Jeanne Weber, alors accusée de 8 meurtres ;
- Octave Mirbeau contre Jules Claretie pour l'affaire dite « du Foyer », fin avril 1908.
- Laurence Bloch, accusée de l'assassinat de la maîtresse de son mari et acquittée, en 1912[3].

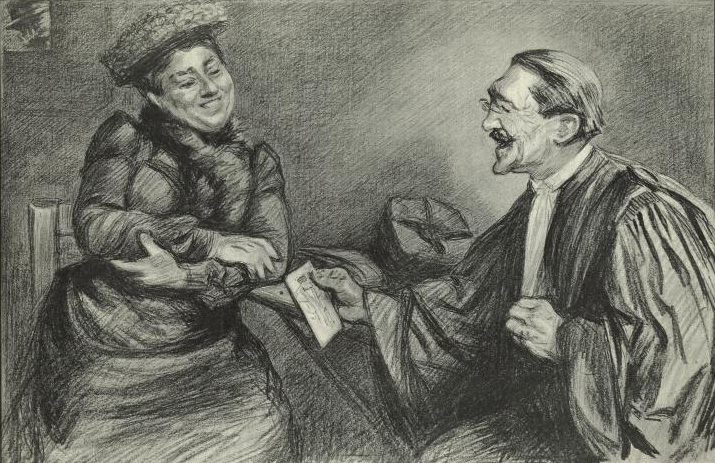
Henri-Robert et sa cliente Thérèse Humbert (croquis de Paul Renouard, 1903).
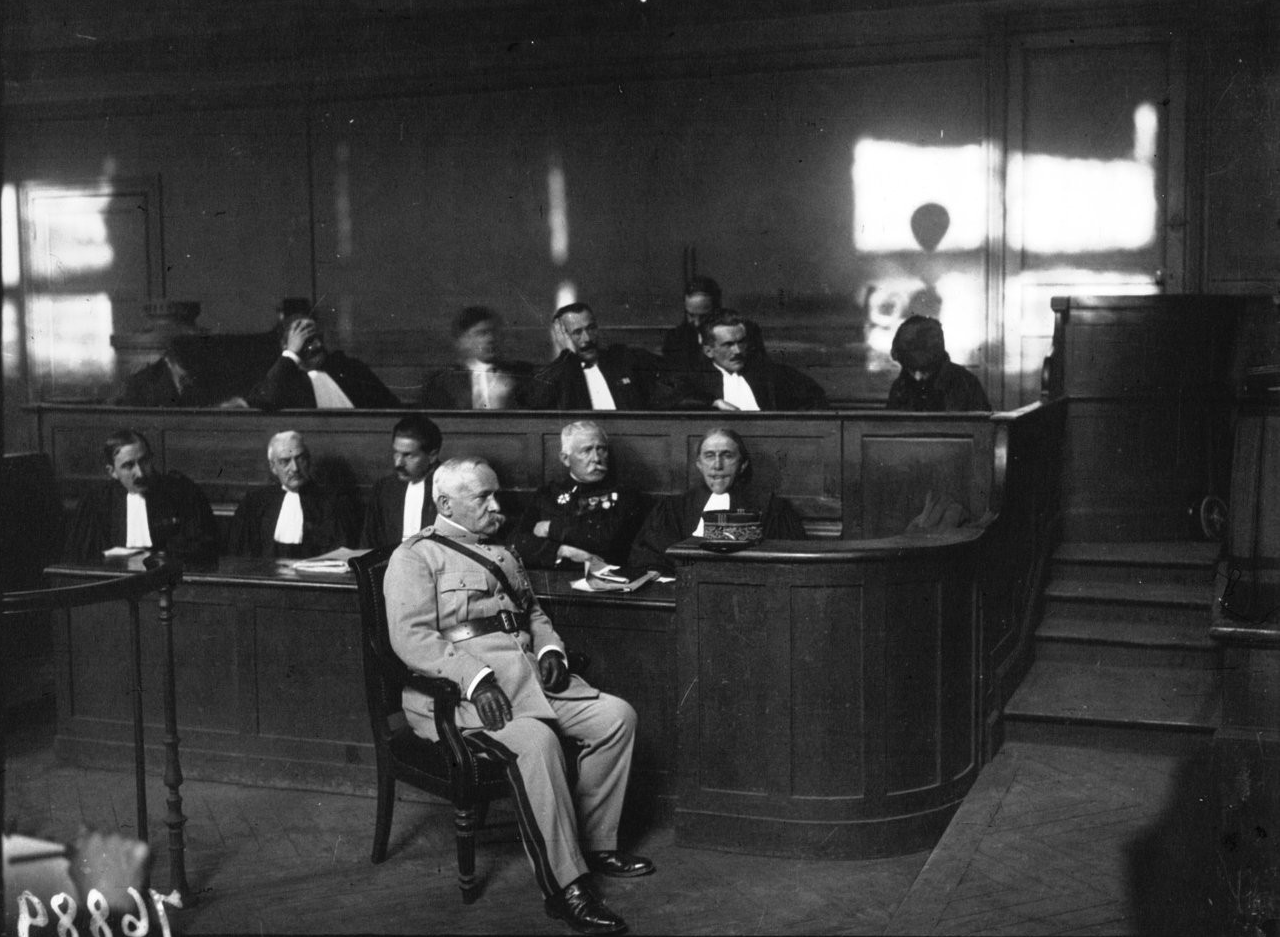
Le général Fournier au Conseil de Guerre, derrière lui, le Général Legrand et Henri-Robert (1919).
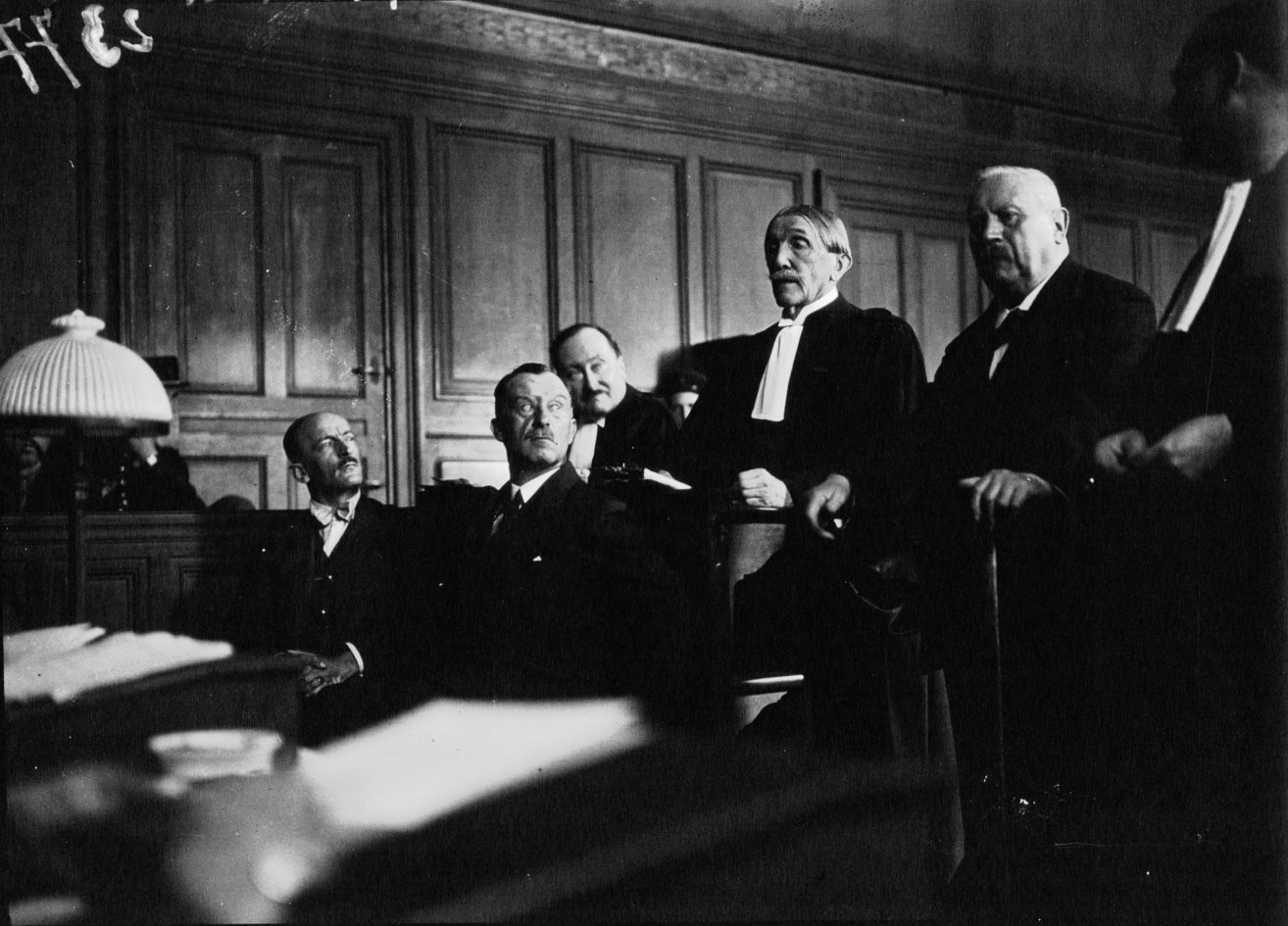
Affaires de stupéfiants, de gauche à droite, les accusés Victor Haeggi et Kampf en correctionnelle - portrait à gauche, maître Larue Chatellier et le bâtonnier Henri Robert et M. Delang expert comptable (1932).

### Descendance

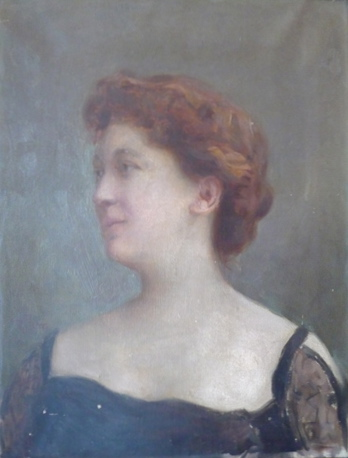
Portrait de Mme Henri-Robert, née Suzanne Level.

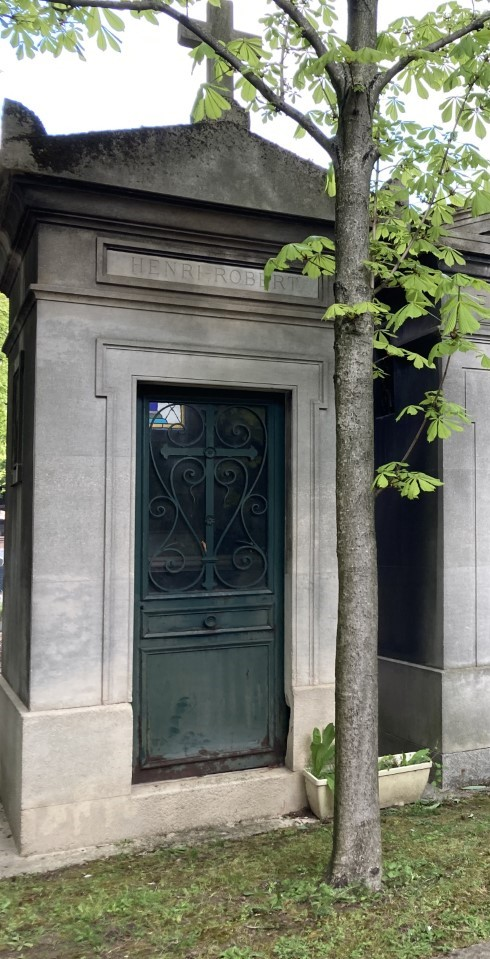
Chapelle funéraire Henri-Robert au cimetière des Batignolles (13e division).

Il épouse Suzanne Level, fille d'Émile Level et de Mélanie Baud. Leur fille Jeanne Henri-Robert (1893-1983) épousa en 1912 Paul Reynaud (1878-1966), président du Conseil. Le couple eut une fille unique, Colette Reynaud (1914-2010), et descendance.

## Distinctions
- Commandeur de la Légion d'honneur

## Hommages
Gaston Leroux fait de maître Henri-Robert l'avocat de Robert Darzac dans les derniers chapitres du Mystère de la chambre jaune (1907).
Il existe une rue Henri-Robert près du palais de justice de Paris.
Il est un des mentors de Maurice Garçon, qui reprend la technique de la « plaidoirie express » qu'Henri-Robert a développée.
Il apparaît dans le documentaire Ceux de chez nous (1915), où Sacha Guitry lui rend hommage en le décrivant tout à la fois comme un très grand plaideur et acteur. Il simule une plaidoirie où il prend à témoin un jury invisible et semble invoquer un témoignage écrit qu'il brandit et qui n'est que le livre de recettes de sa cuisinière. L'illusion est parfaite.

## Publications
- Affaire Gouffé. Plaidoirie de Me Henri Robert pour Gabrielle Bompard (20 décembre 1890), Paris, Mazard, 1891, 68 p.
- Avec Georges Hubler, Bureau restant, Tulle, Imp. Mazeyrie, s. d. Comédie en un acte en prose représenté à Paris pour la première fois le 8 mars 1891.
- Avec Charles Chenu, Affaire Cattauï-Humbert : 11, 12, 19, 21 février 1903, 9e chambre du tribunal correctionnel, Paris, Impr. Plon-Nourrit, 1903, 55 p.
- Voyage à travers les grands procès : conférence faite à la Société normande de géographie, Paris, Hachette, 1912, 28 p.
- Allocution prononcée par M. Henri Robert, le 18 novembre 1920, pour l'inauguration du monument élevé aux anciens élèves de l'école Fénelon, morts pour la patrie, Paris, 23, rue du Général-Foy, 1920, 13 p.
- L'Avocat, Paris, Hachette, 1923, 132 p.
- Réception de M. Henri-Robert : discours prononcés dans la séance publique le jeudi 12 juin 1924, Paris, Institut de France/Académie française, 1924, 36 p. Discours de Henri-Robert et réponse de Louis Barthou.
- Les grands procès de l'Histoire, Paris, Payot, 4 t., 2 vol., 1926, 250 p.
- Le Calvaire de Louis XVI, Paris, Flammarion, 1926, 111 p.
- Malesherbes, Paris, Flammarion, 1927, 203 p.
- Le Palais de justice, Paris, Pierre Lafitte, coll. « Visages de Paris », 1927, 92 p.
- Un avocat en 1830, Paris, Pierre Lafitte, 1928, 127 p.
- Funérailles de M. Jacques Bainville, le 13 février 1936 (1936)
- Au temps de la Renaissance, le roi Barbe-Bleue : Henry VIII et ses six femmes (1935)
- Au temps du roi Henri IV. Henri de Navarre et la reine Margot (1935)
- Jane Daniloff : l'empoisonneuse d'Aïn-Fezza (1934)
- Christine de Suède, Paris, L. E. P., 1963, 34 p.
- L'Épopée prodigieuse du maréchal de Saxe, Paris, L. E. P., 1965, 36 p.